# Alphonso Davies
Alphonso Boyle Davies (Buduburam, 2 novembre 2000) è un calciatore canadese di origini liberiane, difensore o centrocampista del Bayern Monaco e della nazionale canadese.
È il più giovane calciatore ad aver esordito e realizzato una rete con la nazionale canadese, è stato anche il primo calciatore nato negli anni duemila ad aver segnato in una competizione internazionale. Con il trionfo in UEFA Champions League ottenuto nel 2020 è divenuto il primo calciatore canadese a trionfare nella massima competizione europea.
Nell'estate del 2019 è stato indicato dall'UEFA come uno dei 50 giovani più promettenti per la stagione 2019-2020.

## Biografia
Davies nasce nel campo profughi di Buduburam, in Ghana, dove i suoi genitori erano stati costretti a rifugiarsi allo scoppio della guerra civile in Liberia. All'età di cinque anni, con la sua famiglia, si trasferisce in Ontario.

## Caratteristiche tecniche
Considerato uno dei più forti terzini sinistri della sua generazione, dispone di ottimi mezzi fisici e atletici, oltre che di buona tecnica e velocità. Cerca spesso di giocare uno contro uno vista la sua abilità nel dribbling. Possiede buone capacità di copertura, oltre che un ottimo piede sinistro, il che gli consente di calciare o andare sul fondo per fare cross precisi per i compagni.

## Carriera

### Club

#### Gli inizi
Dopo aver giocato per le due compagini di Edmonton, Internationals e Strikers, firma con i Vancouver Whitecaps nel 2015. Dopo la firma con la prima squadra durante la pre-season, firma un nuovo contratto, il 23 febbraio 2016, con la seconda squadra, i Whitecaps FC II, militanti nell'USL. Diventa così il più giovane giocatore a firmare un contratto professionistico nella lega americana, all'età di 15 anni e 3 mesi. Fa quindi il suo debutto, a 15 anni e 5 mesi, nell'aprile 2016. Il 15 maggio 2016 segna il suo primo gol da professionista, diventando il più giovane a segnare una rete nella storia dell'USL, a 15 anni e 6 mesi. Incluso dalla prima squadra in una lista iniziale per il Canadian Championship 2016, il 1º giugno vi fa il suo debutto durante la partita di andata contro Ottawa Fury e parte titolare nel match di ritorno a Vancouver.
Il 15 luglio 2016 Davies firma il suo primo contratto con i Whitecaps fino al 2018, con un'opzione per il prolungamento fino al 2020. Al momento della firma, diventa il giocatore in attività più giovane in Major League Soccer, ed in assoluto il terzo più giovane ad aver firmato un contratto da professionista nella MLS. Fa il suo debutto in MLS il 16 luglio 2016, divenendo il secondo giocatore più giovane ad esordirvi, dietro a Freddy Adu. Nel settembre dello stesso anno segna la sua prima rete da professionista nella CONCACAF Champions League 2016-2017 contro lo Sporting Kansas City. Nel successivo settembre diviene il secondo giocatore più giovane in assoluto a cominciare una partita da titolare, contro i Colorado Rapids. Il 3 marzo 2017 segna la sua seconda rete nella CONCACAF Champions League, contribuendo così a battere nei quarti di finale i New York Red Bulls per 2-0 e accedere alle semifinali continentali per la prima volta nella storia del club. Il 4 marzo 2018 segna la prima rete coi Whitecaps nella vittoria sul Montréal Impact per 2-1, divenendo il 10º marcatore più giovane nella storia della MLS all'età di 17 anni quattro mesi e due giorni.

#### Bayern Monaco
Il 1º gennaio 2019 passa al Bayern Monaco firmando un contratto con una durata fino al 30 giugno 2023. La commissione di trasferimento, che può includere più di $ 22 milioni di bonus (circa € 18,8 milioni al momento dell'annuncio del 25 luglio 2018), rappresenta la più grande commissione di trasferimento mai ricevuta da una franchigia della MLS.
Il 17 marzo segna la sua prima rete coi bavaresi nel 6-0 contro il Mainz, risultando il marcatore più giovane degli ultimi 20 anni del club. Il 23 agosto 2020 si laurea campione d'Europa partendo da titolare nella finale contro il Paris Saint-Germain e contribuendo alla vittoria finale dei bavaresi, diventando inoltre il primo calciatore canadese a conquistare tale trofeo.
Nel gennaio del 2022 è costretto a fermarsi per una miocardite.

### Nazionale
Il 6 giugno 2017, subito dopo aver concluso le pratiche per l'acquisizione della cittadinanza canadese, riceve la sua prima convocazione in nazionale maggiore dal CT Octavio Zambrano, venendo schierato titolare sei giorni più tardi nell'amichevole casalinga vinta per 2-1 contro il Curaçao diventando così, all'età di 16 anni e 7 mesi, il più giovane debuttante nella storia della selezione canadese. Il 27 giugno viene inserito nella lista dei 23 convocati per disputare la CONCACAF Gold Cup: nella partita inaugurale del torneo, giocatasi il 7 luglio 2017, realizza i suoi primi gol mettendo a segno una doppietta contro la Guyana francese, battuta per 4-2 e in virtù della quale diventa il marcatore più precoce nella storia del torneo.

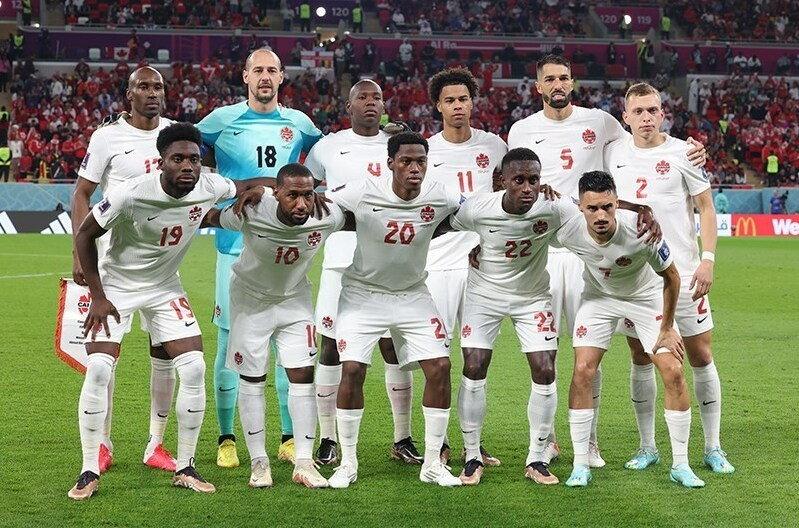
Alphonso Davies (il primo in basso partendo da sinistra) prima della partita contro il Belgio durante i Mondiali 2022.

Convocato per disputare la fase finale del campionato del mondo 2022, nella partita d'esordio giocata ad Al Rayyan il 23 novembre, persa 1-0 contro il Belgio, è protagonista per un rigore fallito sullo 0-0. Quattro giorni dopo è nuovamente protagonista segnando il gol del momentaneo 0-1 nella gara contro la Croazia, poi persa 4-1, grazie al quale diventa il primo calciatore canadese a segnare una rete nella fase finale di un Mondiale.

## Statistiche

### Presenze e reti nei club
Statistiche aggiornate al 16 agosto 2024.
| Stagione                | Squadra                 | Campionato              | Campionato | Campionato | Coppe nazionali | Coppe nazionali | Coppe nazionali | Coppe continentali | Coppe continentali | Coppe continentali | Altre coppe | Altre coppe | Altre coppe | Totale | Totale |
| Stagione                | Squadra                 | Comp                    | Pres       | Reti       | Comp            | Pres            | Reti            | Comp               | Pres               | Reti               | Comp        | Pres        | Reti        | Pres   | Reti   |
| ----------------------- | ----------------------- | ----------------------- | ---------- | ---------- | --------------- | --------------- | --------------- | ------------------ | ------------------ | ------------------ | ----------- | ----------- | ----------- | ------ | ------ |
| 2016                    | Vancouver Withecaps II  | USL                     | 11         | 2          | -               | -               | -               | -                  | -                  | -                  | -           | -           | -           | 11     | 2      |
| 2016                    | Vancouver Whitecaps     | MLS                     | 8          | 0          | CC              | 4               | 0               | CCL                | 3                  | 1                  | -           | -           | -           | 15     | 1      |
| 2017                    | Vancouver Whitecaps     | MLS                     | 26+1       | 0          | CC              | 2               | 2               | CCL                | 4                  | 1                  | -           | -           | -           | 33     | 3      |
| 2018                    | Vancouver Whitecaps     | MLS                     | 31         | 8          | CC              | 2               | 0               | -                  | -                  | -                  | -           | -           | -           | 33     | 8      |
| Totale Vancouver        | Totale Vancouver        | Totale Vancouver        | 66         | 8          |                 | 8               | 2               |                    | 7                  | 2                  |             | -           | -           | 81     | 12     |
| gen.-giu. 2019          | Bayern Monaco II        | RL                      | 3+2        | 0          | -               | -               | -               | -                  | -                  | -                  | -           | -           | -           | 5      | 0      |
| 2019-2020               | Bayern Monaco II        | 3L                      | 3          | 0          | -               | -               | -               | -                  | -                  | -                  | -           | -           | -           | 3      | 0      |
| Totale Bayern Monaco II | Totale Bayern Monaco II | Totale Bayern Monaco II | 8          | 0          |                 | -               | -               |                    | -                  | -                  |             | -           | -           | 8      | 0      |
| gen.-giu. 2019          | Bayern Monaco           | BL                      | 6          | 1          | CG              | 0               | 0               | UCL                | 0                  | 0                  | SG          | -           | -           | 6      | 1      |
| 2019-2020               | Bayern Monaco           | BL                      | 29         | 3          | CG              | 5               | 0               | UCL                | 8                  | 0                  | SG          | 1           | 0           | 43     | 3      |
| 2020-2021               | Bayern Monaco           | BL                      | 23         | 1          | CG              | 2               | 0               | UCL                | 6                  | 0                  | SG+SU+Cmc   | 1+1+2       | 0           | 35     | 1      |
| 2021-2022               | Bayern Monaco           | BL                      | 22         | 0          | CG              | 1               | 0               | UCL                | 7                  | 0                  | SG          | 1           | 0           | 31     | 0      |
| 2022-2023               | Bayern Monaco           | BL                      | 26         | 1          | CG              | 2               | 2               | UCL                | 9                  | 0                  | SG          | 1           | 0           | 38     | 3      |
| 2023-2024               | Bayern Monaco           | BL                      | 29         | 1          | CG              | 2               | 0               | UCL                | 10                 | 1                  | SG          | 1           | 0           | 42     | 2      |
| 2024-2025               | Bayern Monaco           | BL                      | 1          | 1          | CG              | 1               | 0               | UCL                | 2                  | 2                  | Cmc         | -           | -           | 4      | 3      |
| Totale Bayern Monaco    | Totale Bayern Monaco    | Totale Bayern Monaco    | 136        | 8          |                 | 13              | 2               |                    | 42                 | 3                  |             | 8           | 0           | 199    | 13     |
| Totale carriera         | Totale carriera         | Totale carriera         | 221        | 18         |                 | 21              | 4               |                    | 49                 | 5                  |             | 8           | 0           | 299    | 27     |

### Cronologia presenze e reti in nazionale
| Cronologia completa delle presenze e delle reti in nazionale ― Canada | Cronologia completa delle presenze e delle reti in nazionale ― Canada | Cronologia completa delle presenze e delle reti in nazionale ― Canada | Cronologia completa delle presenze e delle reti in nazionale ― Canada | Cronologia completa delle presenze e delle reti in nazionale ― Canada | Cronologia completa delle presenze e delle reti in nazionale ― Canada | Cronologia completa delle presenze e delle reti in nazionale ― Canada | Cronologia completa delle presenze e delle reti in nazionale ― Canada |
| Data                                                                  | Città                                                                 | In casa                                                               | Risultato                                                             | Ospiti                                                                | Competizione                                                          | Reti                                                                  | Note                                                                  |
| --------------------------------------------------------------------- | --------------------------------------------------------------------- | --------------------------------------------------------------------- | --------------------------------------------------------------------- | --------------------------------------------------------------------- | --------------------------------------------------------------------- | --------------------------------------------------------------------- | --------------------------------------------------------------------- |
| 12-6-2017                                                             | Montréal                                                              | Canada                                                                | 2 – 1                                                                 | Curaçao                                                               | Amichevole                                                            | -                                                                     |                                                                       |
| 7-7-2017                                                              | Harrison                                                              | Guyana francese                                                       | 2 – 4                                                                 | Canada                                                                | Gold Cup 2017 - 1º turno                                              | 2                                                                     |                                                                       |
| 12-7-2017                                                             | Houston                                                               | Costa Rica                                                            | 1 – 1                                                                 | Canada                                                                | Gold Cup 2017 - 1º turno                                              | 1                                                                     | 69’                                                                   |
| 15-7-2017                                                             | Frisco                                                                | Canada                                                                | 0 – 0                                                                 | Honduras                                                              | Gold Cup 2017 - 1º turno                                              | -                                                                     | 73’                                                                   |
| 20-7-2017                                                             | Glendale                                                              | Giamaica                                                              | 2 – 1                                                                 | Canada                                                                | Gold Cup 2017 - Quarti di finale                                      | -                                                                     | 82’                                                                   |
| 2-9-2017                                                              | Toronto                                                               | Canada                                                                | 2 – 0                                                                 | Giamaica                                                              | Amichevole                                                            | -                                                                     | 70’ 76’                                                               |
| 9-9-2018                                                              | Bradenton                                                             | Isole Vergini Americane                                               | 0 – 8                                                                 | Canada                                                                | CONCACAF Nations League 2019-2020 - 1º turno                          | -                                                                     |                                                                       |
| 16-10-2018                                                            | Toronto                                                               | Canada                                                                | 5 – 0                                                                 | Dominica                                                              | CONCACAF Nations League 2019-2020 - 1º turno                          | -                                                                     |                                                                       |
| 18-11-2018                                                            | Basseterre                                                            | Saint Kitts e Nevis                                                   | 0 – 1                                                                 | Canada                                                                | CONCACAF Nations League 2019-2020 - 1º turno                          | -                                                                     |                                                                       |
| 10-6-2019                                                             | Fullerton                                                             | Trinidad e Tobago                                                     | 0 – 2                                                                 | Canada                                                                | Amichevole                                                            | -                                                                     |                                                                       |
| 16-6-2019                                                             | Pasadena                                                              | Canada                                                                | 4 – 0                                                                 | Martinica                                                             | Gold Cup 2019 - 1º turno                                              | -                                                                     | 70’                                                                   |
| 19-6-2019                                                             | Denver                                                                | Messico                                                               | 3 – 1                                                                 | Canada                                                                | Gold Cup 2019 - 1º turno                                              | -                                                                     |                                                                       |
| 23-6-2019                                                             | Charlotte                                                             | Canada                                                                | 7 – 0                                                                 | Cuba                                                                  | Gold Cup 2019 - 1º turno                                              | -                                                                     | 70’                                                                   |
| 29-6-2019                                                             | Houston                                                               | Haiti                                                                 | 3 – 2                                                                 | Canada                                                                | Gold Cup 2019 - Quarti di finale                                      | -                                                                     |                                                                       |
| 7-9-2019                                                              | Toronto                                                               | Canada                                                                | 6 – 0                                                                 | Cuba                                                                  | CONCACAF Nations League 2019-2020 - 2º turno                          | -                                                                     |                                                                       |
| 10-9-2019                                                             | George Town                                                           | Cuba                                                                  | 0 – 1                                                                 | Canada                                                                | CONCACAF Nations League 2019-2020 - 2º turno                          | 1                                                                     | 79’                                                                   |
| 16-10-2019                                                            | Toronto                                                               | Canada                                                                | 2 – 0                                                                 | Stati Uniti                                                           | CONCACAF Nations League 2019-2020 - 2º turno                          | 1                                                                     | 66’                                                                   |
| 15-11-2019                                                            | Orlando                                                               | Stati Uniti                                                           | 4 – 1                                                                 | Canada                                                                | CONCACAF Nations League 2019-2020 - 2º turno                          | -                                                                     |                                                                       |
| 25-3-2021                                                             | Orlando                                                               | Canada                                                                | 5 – 1                                                                 | Bermuda                                                               | Qual. Mondiali 2022                                                   | -                                                                     |                                                                       |
| 29-3-2021                                                             | Bradenton                                                             | Isole Cayman                                                          | 0 – 11                                                                | Canada                                                                | Qual. Mondiali 2022                                                   | 2                                                                     |                                                                       |
| 5-6-2021                                                              | Bradenton                                                             | Aruba                                                                 | 0 – 7                                                                 | Canada                                                                | Qual. Mondiali 2022                                                   | 1                                                                     | 66’                                                                   |
| 8-6-2021                                                              | Bridgeview                                                            | Canada                                                                | 4 – 0                                                                 | Suriname                                                              | Qual. Mondiali 2022                                                   | 1                                                                     | 82’                                                                   |
| 12-6-2021                                                             | Port-au-Prince                                                        | Haiti                                                                 | 0 – 1                                                                 | Canada                                                                | Qual. Mondiali 2022                                                   | -                                                                     |                                                                       |
| 15-6-2021                                                             | Bridgeview                                                            | Canada                                                                | 3 – 0                                                                 | Haiti                                                                 | Qual. Mondiali 2022                                                   | -                                                                     | 82’                                                                   |
| 2-9-2021                                                              | Toronto                                                               | Canada                                                                | 1 – 1                                                                 | Honduras                                                              | Qual. Mondiali 2022                                                   | -                                                                     |                                                                       |
| 5-9-2021                                                              | Nashville                                                             | Stati Uniti                                                           | 1 – 1                                                                 | Canada                                                                | Qual. Mondiali 2022                                                   | -                                                                     | 77’                                                                   |
| 7-10-2021                                                             | Città del Messico                                                     | Messico                                                               | 1 – 1                                                                 | Canada                                                                | Qual. Mondiali 2022                                                   | -                                                                     |                                                                       |
| 10-10-2021                                                            | Kingston                                                              | Giamaica                                                              | 0 – 0                                                                 | Canada                                                                | Qual. Mondiali 2022                                                   | -                                                                     |                                                                       |
| 13-10-2021                                                            | Toronto                                                               | Canada                                                                | 4 – 1                                                                 | Panama                                                                | Qual. Mondiali 2022                                                   | 1                                                                     | 81’                                                                   |
| 12-11-2021                                                            | Edmonton                                                              | Canada                                                                | 1 – 0                                                                 | Costa Rica                                                            | Qual. Mondiali 2022                                                   | -                                                                     | 83’                                                                   |
| 16-11-2021                                                            | Edmonton                                                              | Canada                                                                | 2 – 1                                                                 | Messico                                                               | Qual. Mondiali 2022                                                   | -                                                                     | 88’                                                                   |
| 10-6-2022                                                             | Vancouver                                                             | Canada                                                                | 4 – 0                                                                 | Curaçao                                                               | CONCACAF Nations League 2022-2023 - 1º turno                          | 2                                                                     | 76’                                                                   |
| 13-6-2022                                                             | San Pedro Sula                                                        | Honduras                                                              | 2 – 1                                                                 | Canada                                                                | CONCACAF Nations League 2022-2023 - 1º turno                          | -                                                                     |                                                                       |
| 23-9-2022                                                             | Vienna                                                                | Qatar                                                                 | 0 – 2                                                                 | Canada                                                                | Amichevole                                                            | -                                                                     |                                                                       |
| 23-11-2022                                                            | Al Rayyan                                                             | Belgio                                                                | 1 – 0                                                                 | Canada                                                                | Mondiali 2022 - 1º turno                                              | -                                                                     | 81’                                                                   |
| 27-11-2022                                                            | Al Rayyan                                                             | Croazia                                                               | 4 – 1                                                                 | Canada                                                                | Mondiali 2022 - 1º turno                                              | 1                                                                     |                                                                       |
| 1-12-2022                                                             | Doha                                                                  | Canada                                                                | 1 – 2                                                                 | Marocco                                                               | Mondiali 2022 - 1º turno                                              | -                                                                     |                                                                       |
| 25-3-2023                                                             | Willemstad                                                            | Curaçao                                                               | 0 – 2                                                                 | Canada                                                                | CONCACAF Nations League 2022-2023 - 1º turno                          | -                                                                     | 64’                                                                   |
| 28-3-2023                                                             | Toronto                                                               | Canada                                                                | 4 – 1                                                                 | Honduras                                                              | CONCACAF Nations League 2022-2023 - 1º turno                          | -                                                                     | 76’                                                                   |
| 15-6-2023                                                             | Paradise                                                              | Panama                                                                | 0 – 2                                                                 | Canada                                                                | CONCACAF Nations League 2022-2023 - Semifinale                        | 1                                                                     | 62’                                                                   |
| 18-6-2023                                                             | Paradise                                                              | Canada                                                                | 0 – 2                                                                 | Stati Uniti                                                           | CONCACAF Nations League 2022-2023 - Finale                            | -                                                                     |                                                                       |
| 13-10-2023                                                            | Niigata                                                               | Giappone                                                              | 4 – 1                                                                 | Canada                                                                | Amichevole                                                            | -                                                                     | [ 36 ]                                                                |
| 18-11-2023                                                            | Kingston                                                              | Giamaica                                                              | 1 – 2                                                                 | Canada                                                                | CONCACAF Nations League 2023-2024 - Quarti di finale                  | -                                                                     | 90+2’                                                                 |
| 21-11-2023                                                            | Toronto                                                               | Canada                                                                | 2 – 3                                                                 | Giamaica                                                              | CONCACAF Nations League 2023-2024 - Quarti di finale                  | 1                                                                     |                                                                       |
| 23-3-2024                                                             | Frisco                                                                | Canada                                                                | 2 – 0                                                                 | Trinidad e Tobago                                                     | CONCACAF Nations League 2023-2024 - play-off                          | -                                                                     |                                                                       |
| 6-6-2024                                                              | Rotterdam                                                             | Paesi Bassi                                                           | 4 – 0                                                                 | Canada                                                                | Amichevole                                                            | -                                                                     | cap.                                                                  |
| 9-6-2024                                                              | Bordeaux                                                              | Francia                                                               | 0 – 0                                                                 | Canada                                                                | Amichevole                                                            | -                                                                     | 84’                                                                   |
| 20-6-2024                                                             | Atlanta                                                               | Argentina                                                             | 2 – 0                                                                 | Canada                                                                | Coppa America 2024 - 1º turno                                         | -                                                                     | cap.                                                                  |
| 25-6-2024                                                             | Kansas City                                                           | Perù                                                                  | 0 – 1                                                                 | Canada                                                                | Coppa America 2024 - 1º turno                                         | -                                                                     | cap.                                                                  |
| 29-6-2024                                                             | Orlando                                                               | Canada                                                                | 0 – 0                                                                 | Cile                                                                  | Coppa America 2024 - 1º turno                                         | -                                                                     | cap. 42’                                                              |
| 5-7-2024                                                              | Arlington                                                             | Venezuela                                                             | 1 – 1 (3 - 4 dtr)                                                     | Canada                                                                | Coppa America 2024 - Quarti di finale                                 | -                                                                     | cap.                                                                  |
| 9-7-2024                                                              | East Rutherford                                                       | Argentina                                                             | 2 – 0                                                                 | Canada                                                                | Coppa America 2024 - Semifinale                                       | -                                                                     | Cap. 71’                                                              |
| 13-7-2024                                                             | Charlotte                                                             | Canada                                                                | 2 – 2 (3 – 4 dtr)                                                     | Uruguay                                                               | Coppa America 2024 - Finale 3º posto                                  | -                                                                     | 62’                                                                   |
| 7-9-2024                                                              | Kansas City                                                           | Stati Uniti                                                           | 1 – 2                                                                 | Canada                                                                | Amichevole                                                            | -                                                                     |                                                                       |
| 11-9-2024                                                             | Arlington                                                             | Canada                                                                | 0 – 0                                                                 | Messico                                                               | Amichevole                                                            | -                                                                     |                                                                       |
| 15-10-2024                                                            | Toronto                                                               | Canada                                                                | 2 – 1                                                                 | Panama                                                                | Amichevole                                                            | -                                                                     | Cap. 90+1’                                                            |
| 20-3-2025                                                             | Inglewood                                                             | Canada                                                                | 0 – 2                                                                 | Messico                                                               | CONCACAF Nations League 2024-2025 - Semifinale                        | -                                                                     | cap. 22’                                                              |
| 23-3-2025                                                             | Inglewood                                                             | Canada                                                                | 2 – 1                                                                 | Stati Uniti                                                           | CONCACAF Nations League 2024-2025 - Finale 3º posto                   | -                                                                     | cap. 12’                                                              |
| Totale                                                                |                                                                       | Presenze                                                              | 58                                                                    |                                                                       | Reti (10º posto)                                                      | 15                                                                    |                                                                       |

### Record

#### Con la nazionale
- Calciatore più giovane ad esordire con la maglia della nazionale canadese.
- Marcatore più giovane con la nazionale canadese.
- Primo calciatore nato negli anni duemila a segnare una rete in una competizione internazionale.
- Primo calciatore canadese a segnare un gol in un Mondiale.

## Palmarès

### Club

#### Competizioni nazionali
- Campionato tedesco: 6

Bayern Monaco: 2018-2019, 2019-2020, 2020-2021, 2021-2022, 2022-2023, 2024-2025
- Coppa di Germania: 2

Bayern Monaco: 2018-2019, 2019-2020
- Supercoppa di Germania: 4

Bayern Monaco: 2020, 2021, 2022, 2025

#### Competizioni internazionali
- UEFA Champions League: 1

Bayern Monaco: 2019-2020
- Supercoppa UEFA: 1

Bayern Monaco: 2020
- Coppa del mondo per club: 1

Bayern Monaco: 2020

### Individuale
- Capocannoniere della CONCACAF Gold Cup: 1

USA 2017
- Miglior giovane della CONCACAF Gold Cup: 1

USA 2017
- CONCACAF Gold Cup Best XI: 1

USA 2017
- Squadra della stagione della UEFA Champions League: 1

2019-2020
- FIFA FIFPro World XI: 1

2020
- Squadra dell'anno UEFA: 1

2020
- Squadra maschile dell'anno IFFHS: 4

2021, 2022, 2023, 2024